# Seseli alaicum
Seseli alaicum är en flockblommig växtart som beskrevs av Pimenov. Seseli alaicum ingår i släktet säfferötter, och familjen flockblommiga växter. Inga underarter finns listade i Catalogue of Life.